# オックスフォードの恋
『オックスフォードの恋』（American Friends）は、1991年のイギリス映画である。

## 概要
モンティ・パイソン出身のマイケル・ペイリンが自身の曾祖父のエドワード・ペイリンの手記を元に映画化した恋愛ドラマである。マイケルは通常の駄目男キャラではなく、17歳の一人の少女の愛に答える真面目な大学教授の役を演じている。内容的に初のシリアス映画である。
共演にはヒロインにトリニ・アルバラード、その母親にはかつての共演仲間だったコニー・ブースが扮している。

## ストーリー
1864年大学教授のアシュビーはアルプスの旅行先でアメリカから来たという母娘に出会い、特に若く行動的な少女エレノアに惹かれる。だが学長選びに忙しく互いに疎遠になっていく事からエレノアはライバルの教授サイムと過ちを犯してしまう・・・。

## スタッフ
- 監督・脚本：トリストラム・パウエル
- 製作：パトリック・カサヴェッティ スティーヴ・アボット
- 脚本：マイケル・ペイリン
- 撮影：フィリップ・ボナム＝カーター
- 音楽：ジョルジュ・ドルリュー

## キャスト
- マイケル・ペイリン：アシュビー
- トリニ・アルバラード：エレノア
- コニー・ブース：キャロライン・ハートレイ
- アルフレッド・モリーナ：サイム
- ロバート・エディソン：ラシュデン